# Гакелия
Гакелия (лат. Hackelia) — род травянистых растений семейства Бурачниковые (Boraginaceae), распространённый в Австралии, Америке и Евразии.
Род назван в честь богемского ботаника Йозефа Гаккеля (1783—1869).

## Ботаническое описание
Однолетние или многолетние, жёсткощетинистые травянистые растения, 20—100 см высотой. Листья очерёдные, удлинённо-ланцетные, зелёные, крупные, тонкие.
Цветки собраны в односторонние завитки. Цветоножки длинные, при плодах поникающие. Чашечка 5-раздельная почти до основания, при плодах доли увеличены. Венчик синий, голубой или светло-фиолетовый, реже жёлтый или белый; от колокольчато-колёсовидного до колокольчато-трубчатого, с короткой, кверху несколько расширенной трубочкой и в 2 раза превышающим её отгибом. Тычинки вставлены в венчик; пыльники округлые, яйцевидные или продолговатые. Пестик с коротким столбиком и цельным рыльцем. Гинобазис короткопирамидальный, до 2—3 мм величиной. Орешков 4, все или часть фертильные, прямые, волчкообразные, яйцевидные или треугольно-яйцевидные, прикреплены к гинобазису менее чем половиной брюшной стороны, у основания с перепончатым крылом.

## Виды
Род включает 54 вида:
- Hackelia amethystina J.T.Howell
- Hackelia andicola (K.Krause) Brand
- Hackelia bella (J.F.Macbr.) I.M.Johnst.
- Hackelia besseyi (Rydb.) J.L.Gentry
- Hackelia bhutanica R.R.Mill
- Hackelia brachytuba (Diels) I.M.Johnst.
- Hackelia brevicula (Jeps.) J.L.Gentry
- Hackelia californica (A.Gray) I.M.Johnst.
- Hackelia ciliata (Douglas ex Lehm.) I.M.Johnst.
- Hackelia cinerea (Piper) I.M.Johnst.
- Hackelia cronquistii J.L.Gentry
- Hackelia cusickii (Piper) Brand
- Hackelia davisii Cronquist
- Hackelia deflexa (Wahlenb.) Opiz typus — Гакелия повислоплодная
- Hackelia difformis (Y.S.Lian & J.Q.Wang) Riedl
- Hackelia diffusa (Douglas ex Lehm.) I.M.Johnst.
- Hackelia floribunda (Lehm.) I.M.Johnst.
- Hackelia gracilenta I.M.Johnst.
- Hackelia heliocarpa (Brand) Brand
- Hackelia hendersonii (Piper) Brand
- Hackelia hintoniorum (B.L.Turner) Sutorý
- Hackelia hirsuta (Wooton & Standl.) I.M.Johnst.
- Hackelia hispida I.M.Johnst.
- Hackelia ibapensis L.M.Shultz & J.S.Shultz
- Hackelia latifolia (R.Br.) Dimon & M.A.M.Renner
- Hackelia leonotis I.M.Johnst.
- Hackelia macrophylla (Brand) I.M.Johnst.
- Hackelia meeboldii Brand
- Hackelia mexicana (Schltdl. & Cham.) I.M.Johnst.
- Hackelia micrantha (Eastw.) J.L.Gentry
- Hackelia mundula (Jeps.) Ferris
- Hackelia murgabica Czukav.
- Hackelia nervosa (Kellogg) I.M.Johnst.
- Hackelia obtusifolia R.R.Mill
- Hackelia ophiobia R.L.Carr
- Hackelia parviflora (K.Krause) Brand
- Hackelia patens (Nutt.) I.M.Johnst.
- Hackelia pinetorum (Greene ex A.Gray) I.M.Johnst.
- Hackelia popovii Czukav.
- Hackelia rattanii (Brand) Brand
- Hackelia revoluta (Ruiz & Pav.) I.M.Johnst.
- Hackelia sessilifructa (Y.S.Lian & J.Q.Wang) Ovczinnikova
- Hackelia setosa (Piper) I.M.Johnst.
- Hackelia sharsmithii I.M.Johnst.
- Hackelia skutchii I.M.Johnst.
- Hackelia stewartii I.M.Johnst.
- Hackelia stricta I.M.Johnst.
- Hackelia suaveolens (R.Br.) Dimon & M.A.M.Renner
- Hackelia taylorii Harrod, Malmquist & R.L.Carr
- Hackelia uncinata (Royle ex Benth.) C.E.C.Fisch.
- Hackelia ursina (Greene ex A.Gray) I.M.Johnst.
- Hackelia velutina (Piper) I.M.Johnst.
- Hackelia venusta (Piper) H.St.John
- Hackelia virginiana (L.) I.M.Johnst.